# Marvin Baudry
Marvin Baudry (26 de janeiro de 1990) é um futebolista profissional congolês que atua como defensor.

## Carreira
Marvin Baudry representou o elenco da Seleção Congolesa de Futebol no Campeonato Africano das Nações de 2015.